# Johann Christian Dieterich
Pour les articles homonymes, voir Dieterich.
 (avril 2024).
 (avril 2024).
La mise en forme du texte ne suit pas les recommandations de Wikipédia : il faut le « wikifier ».
Les points d'amélioration suivants sont les cas les plus fréquents. Le détail des points à revoir est peut-être précisé sur la page de discussion.
- Les titres sont pré-formatés par le logiciel. Ils ne sont ni en capitales, ni en gras.
- Le texte ne doit pas être écrit en capitales (les noms de famille non plus), ni en gras, ni en italique, ni en « petit »…
- Le gras n'est utilisé que pour surligner le titre de l'article dans l'introduction, une seule fois.
- L'italique est rarement utilisé : mots en langue étrangère, titres d'œuvres, noms de bateaux, etc.
- Les citations ne sont pas en italique mais en corps de texte normal. Elles sont entourées par des guillemets français : « et ».
- Les listes à puces sont à éviter, des paragraphes rédigés étant largement préférés. Les tableaux sont à réserver à la présentation de données structurées (résultats, etc.).
- Les appels de note de bas de page (petits chiffres en exposant, introduits par l'outil «  Source ») sont à placer entre la fin de phrase et le point final[comme ça].
- Les liens internes (vers d'autres articles de Wikipédia) sont à choisir avec parcimonie. Créez des liens vers des articles approfondissant le sujet. Les termes génériques sans rapport avec le sujet sont à éviter, ainsi que les répétitions de liens vers un même terme.
- Les liens externes sont à placer uniquement dans une section « Liens externes », à la fin de l'article. Ces liens sont à choisir avec parcimonie suivant les règles définies. Si un lien sert de source à l'article, son insertion dans le texte est à faire par les notes de bas de page.
- La présentation des références doit suivre les conventions bibliographiques. Il est recommandé d'utiliser les modèles {{Ouvrage}}, {{Chapitre}}, {{Article}}, {{Lien web}} et/ou {{Bibliographie}}. Le mode d'édition visuel peut mettre en forme automatiquement les références.
- Insérer une infobox (cadre d'informations à droite) n'est pas obligatoire pour parachever la mise en page.

Pour une aide détaillée, merci de consulter Aide:Wikification.
Si vous pensez que ces points ont été résolus, vous pouvez retirer ce bandeau et améliorer la mise en forme d'un autre article.
Johann Christian Dieterich (1722-1800) est un éditeur de musique et un imprimeur allemand du XVIIIe siècle, connu pour son rôle dans la publication d'œuvres musicales importantes à l'époque. 

## Biographie
Johann Christian Dieterich est né le 26 février 1722 à Göttingen, en Allemagne. Il était le fils de Johann Christoph Dieterich, un imprimeur et éditeur renommé à Göttingen. Il a suivi les traces de son père en devenant lui-même imprimeur et éditeur de musique.
- Carrière : Dieterich a repris l'entreprise familiale après la mort de son père en 1746. Il a continué à développer et à étendre l'activité d'édition musicale de la maison Dieterich, devenant un acteur majeur dans le domaine de la publication de partitions musicales à Göttingen.
- Contribution à la musique : Sous la direction de Johann Christian Dieterich, la maison d'édition a publié de nombreuses œuvres importantes de compositeurs célèbres de l'époque, notamment des musiciens de l'école classique allemande tels que Carl Philipp Emanuel Bach, fils de Johann Sebastian Bach. Dieterich a également contribué à la diffusion et à la préservation de la musique baroque et classique à travers ses publications.
- Relations professionnelles : Dieterich a entretenu des relations avec de nombreux compositeurs et musiciens éminents de son époque. Il a travaillé en étroite collaboration avec Carl Philipp Emanuel Bach, dont il a publié plusieurs œuvres importantes. Sa maison d'édition était également reconnue pour sa qualité et sa fiabilité, ce qui en faisait un choix populaire parmi les compositeurs pour la publication de leurs œuvres.
- Héritage : Johann Christian Dieterich est décédé le 29 septembre 1800 à Göttingen. Son travail en tant qu'éditeur de musique a contribué de manière significative à la diffusion et à la préservation du répertoire musical du XVIIIe siècle. La maison d'édition Dieterich a continué à prospérer après sa mort et a joué un rôle important dans la diffusion de la musique classique allemande pendant de nombreuses années.
- Références : Les informations sur Johann Christian Dieterich peuvent être trouvées dans des sources telles que des archives historiques, des biographies de compositeurs de l'époque, des catalogues de maisons d'édition musicales et des études sur l'histoire de la musique allemande du XVIIIe siècle. Les universités et les bibliothèques spécialisées en musique conservent également des documents pertinents sur sa vie et son travail.

Johann Christian Dieterich reste une figure importante dans l'histoire de l'édition musicale en Allemagne, ayant contribué de manière significative à la diffusion et à la préservation du riche patrimoine musical de son époque.